# Haaniella gintingi
Haaniella gintingi ist eine von Sumatra stammende Gespenstschreckenart aus der Familie Heteropterygidae.

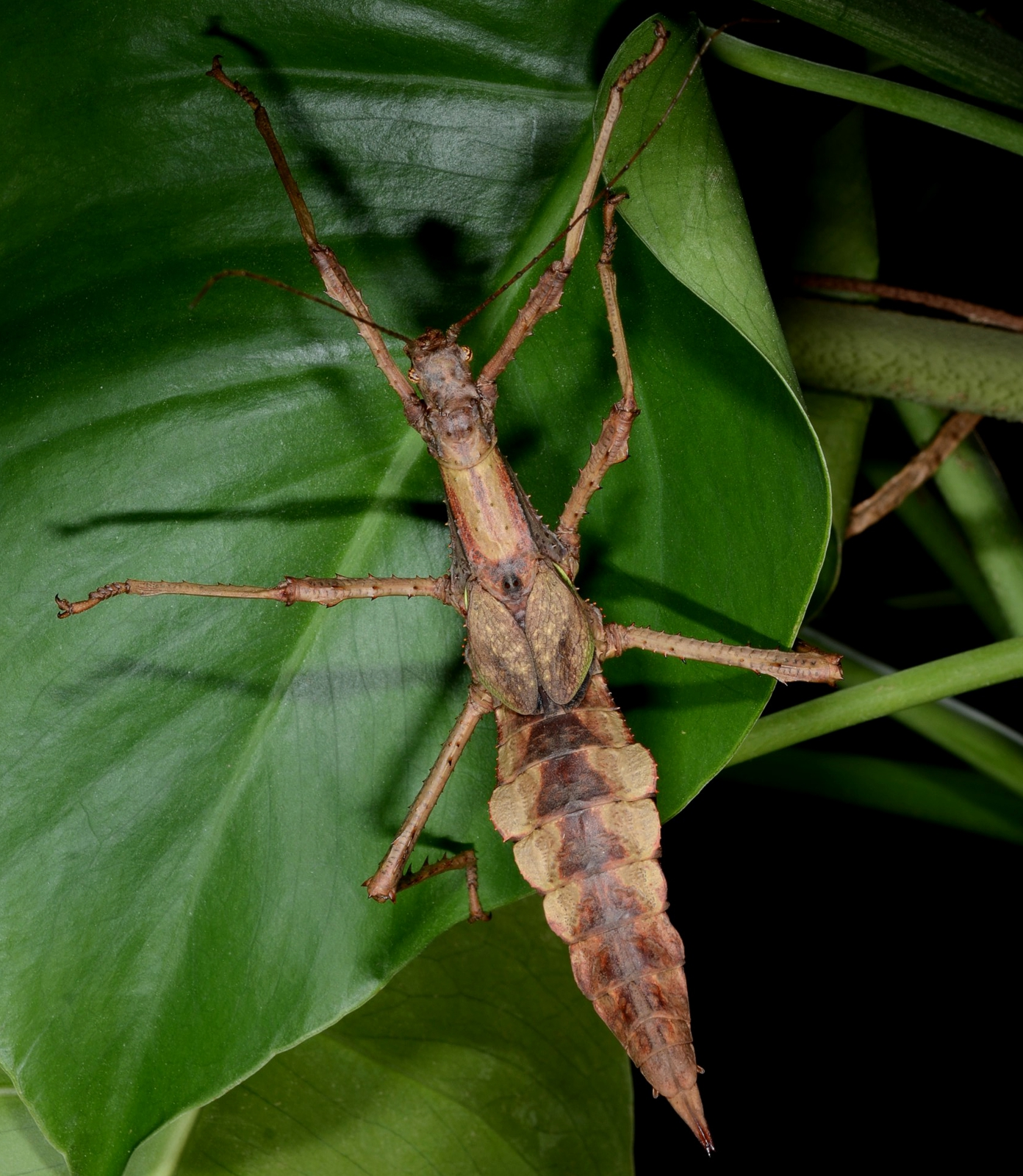
Weibchen

## Merkmale
Bei Haaniella gintingi handelt es sich um eine mittelgroße, sehr schlanke und kaum bedornte Art. Die 84 bis 105 mm langen Weibchen variieren stark in Farbe und Zeichnungen. Ihre Grundfarbe reicht von Beige über Hell- bis Dunkelbraun und kann dabei etwas orange oder pink erscheinen. Entlang der Seitenränder des Mesonotums verläuft ein feiner mattgrüner Streifen. An Mustern können neben dunkleren Dreiecken, die vor allem in der Nachtfärbung auftreten, auch große komplett weiße Bereiche beispielsweise auf dem gesamten Pro- und Mesonotum und den vorderen und hinteren Segmenten des Abdomens auftreten. Gelegentlich findet sich ein schmaler dunkler Längsstreifen, welcher mittig entlang der Körperoberseite bis zum Ende des Abdomens verlaufen kann. Während auf Thorax- und Abdomenoberseite, bis auf zwei posterio-mediane Mesonotalstacheln zwischen der Basis der Vorderflügel, kaum nennenswerte Stacheln erkennbar sind, befinden sich deutliche Stacheln an den meist hell- bis mittelbraunen Beinen und auf dem Kopf. Auf der Körperunterseite sind in regelmäßigen Abständen, wenige kleine Dörnchen vorhanden. An den Femuren der Beine befindet sich neben Stacheln auch je ein vergrößerter und dreieckiger Zahn. Auf dem Kopf fallen besonders die vorderen Koronalen auf, die stark vergrößerte, kammartig angeschwollene, meist dreizähnige Strukturen bilden. Auf dem Hinterrand befinden sich zwei kräftige seitliche Koronalen, die etwas kleiner sind als die hinteren Koronalen (Siehe auch Acanthotaxie der Heteropterygini). Die als Tegmina ausgebildeten Vorderflügel reichen bis gut zur Hälfte des zweiten Abdominalsegments, sind oberseits bräunlich und manchmal gemustert. Ihre vorderen Außenränder sind in einer dünner werdenden Linie apfelgrün gerändert. Die Unterseite der Tegmina ist rot. Die Hinterflügel (Alae) sind durchscheinend dunkelgrau mit schwarzen Adern bis vollständig schwarz. Alle abdominalen Tergite sind oberseits glatt. Vom zweiten zum vierten Tergit werden sie zunehmend breiter, wobei das vierte das breiteste ist und fast halbrunde gebogene Seitenränder hat. Die Segmente fünf bis sieben werden deutlich schmaler und haben nur leicht gerundete Seitenränder. Das Abdomen endet in einem Legestachel, dem sekundären Ovipositor. Dessen ventral liegende Subgenitalplatte endet stumpf. Der dorsale Anteil des Legestachels, welcher als Supraanalplatte oder Epiproct bezeichnet wird, ist deutlich länger als der ventrale und endet in einer zweizackiger Spitze.

Die 61 bis 70 mm langen Männchen sind stets sehr einheitlich gefärbt. Der Körper und die Beine sind ockerbraun mit leicht grünlichem Schimmer. Lediglich das Mesosternum und das Mesonotum sind deutlich heller. Letzteres zeigt die auch bei den Weibchen zu findenden, olivgrünen Streifen entlang der Ränder. Mesothorax und Abdomen sind sehr dünn und schlank. Der Metathorax ist der breiteste und dickste Bereich des Körpers. Die Anordnung der Dornen auf dem Kopf, den Beinen, die Mesonotalstacheln und die auf der Körperunterseite befindlichen Dörnchen entsprechen denen der Weibchen, sind aber ausgeprägter und spitzer. An ihrer Basis sind sie dunkelgrün und zu den Spitzen eher schwarz. Die sehr kurzen Tegmina sind einfarbig dunkelbraun mit leuchtend apfelgrünem Vorderrand.

## Vorkommen und Entdeckung

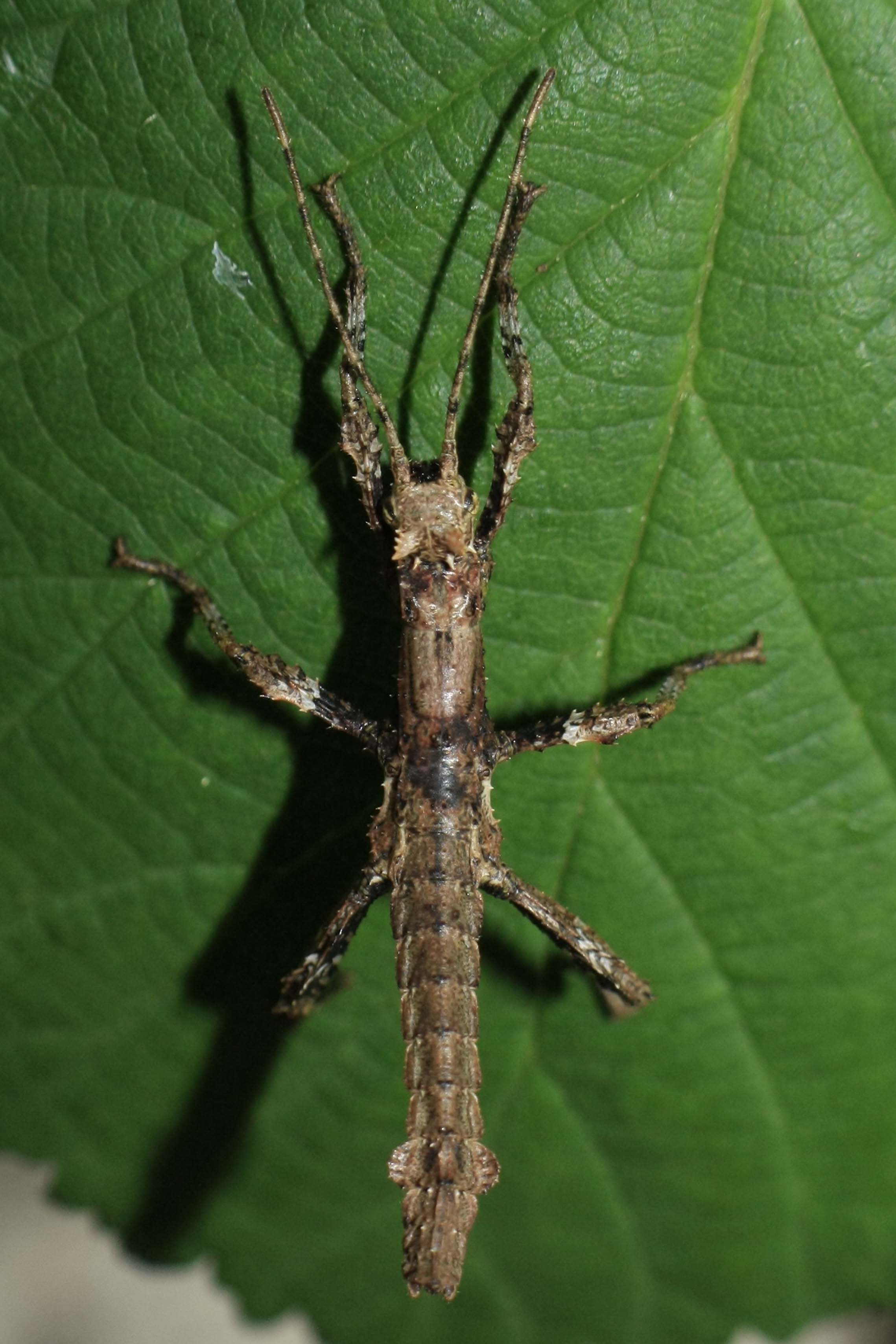
Männliche L1 Nymphe

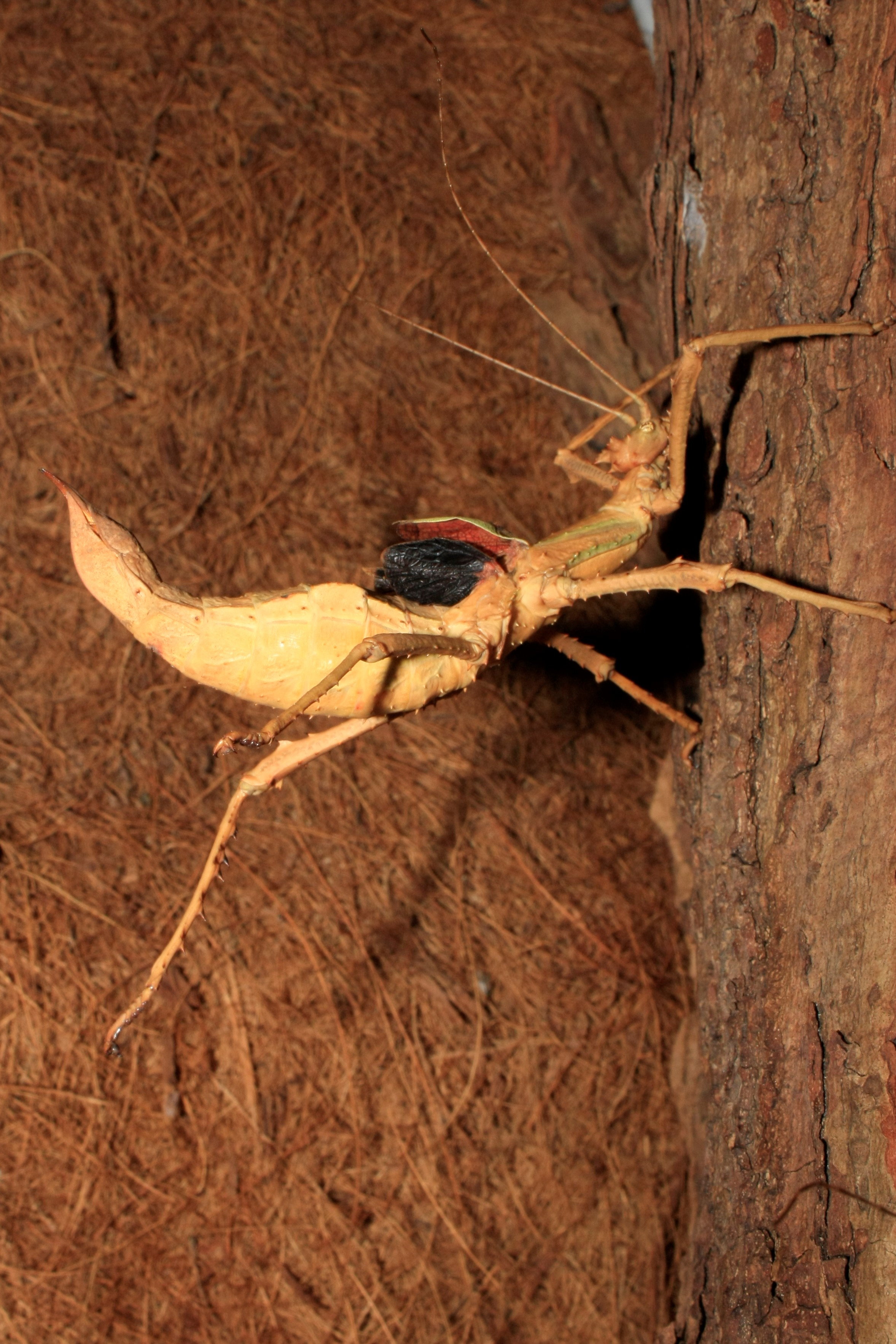
Drohendes Weibchen

Die Art bewohnt tropische Regenwälder im Nordwesten Sumatras. Ein Weibchen wurde bereits in den frühen 1970er Jahren in der indonesischen Provinz Atjeh in Ketambe von H. D. Rijksen in etwa 350 m Höhe gesammelt und im damaligen Nationalen Naturgeschichtlichen Museum in Leiden (heute Naturalis) hinterlegt. Weitere Tiere wurden später in der Provinz Sumatra Utara gefunden. Die ersten von ihnen sind im November 2010 in der Nähe des Vulkans Sibayak in 1400 bis 1600 m Höhe von Jimmy Gideon Ginting gesammelt worden.

## Fortpflanzung und Lebensweise
Die Eier sind mattgrau mit schwarz geränderter Mikropylarplatte. Sie sind 6,2 bis 7,7 mm lang, 3,8 bis 4,5 mm breit, 4,1–5,0 mm hoch.
Die vier Arme der X-förmigen Mikropylarplatte sind kurz und die beiden unteren gehen fast waagerecht auseinander. Die Mikropyle befindet sich am unteren Rand zwischen diesen Armen. Der Deckel (Operculum) ist leicht konisch erhöht. Bis zum Schlupf der Nymphen dauert es sechs bis zwölf Monate. Männchen und Weibchen sind schon direkt nach dem Schlupf an der Anzahl der seitlichen Loben (Lappen) am Abdomen zu unterscheiden. Während Männchen nur ein paar am achten Segment aufweisen, sind vor diesem bei Weibchen noch zwei kleinere Lobenpaare am sechsten und siebten Segment zu finden. Männchen sind nach etwa fünf Monaten, Weibchen nach sieben bis acht Monaten adult. Weibchen können ein Jahr und älter werden und legen bis zu 15 Eier monatlich. Männchen sind etwas kurzlebiger.

Bei Störungen wird das Abdomen bogenförmig aufgestellt bzw. sogar unter den Vorderkörper geschoben. Dieses Verhalten ist bereits bei älteren Nymphen zu beobachten. Die Art versprüht häufiger als andere Vertreter der Familie ein klares Abwehrsekret, dessen Geruch gut wahrnehmbar ist, aus den bei allen Gespenstschrecken ausgebildeten Wehrdrüsen im Prothorax. Adulte Tiere zeigen das für kurzflügelige Vertreter der Gattung typische Drohverhalten. Neben dem Anheben von Abdomen und Hinterbeinen ist die Abwehrstridulation mittels Flügeln bei den Weibchen besonders auffällig, da hierbei nicht nur die dunkelgrau bis schwarz gefärbten Hinterflügel sichtbar sind, sondern auch die rote Unterseite der Vorderflügel. Tagsüber verstecken sich die Tiere wie die meisten andern Vertreter der Gattung und kommen nur nachts zum Fressen und zur Eiablage aus den Verstecken. Teilweise ist ein physiologischer Farbwechsel zu beobachten, bei dem besonders die Weibchen nachts dunklere Zeichnungsmuster aufweisen. Die Tiere wurden in der Natur auf Bäumen der Gattung Ficus und auf Rubus moluccanus, einer in Südostasien weitverbreiteten Rubus-Art gefunden. Dabei wurde der Fraß an diesen Pflanzen aber nicht beobachtet.

## Systematik
Frank H. Hennemann et al. beschrieben die Art 2016 anhand von zuvor gesammelten Tieren und deren Nachzuchten. Der Artname wurde zu Ehren von Jimmy Gideon Ginting vergeben, welcher diese Art 2010 gesammelt hatte. Als Holotypus ist das adulte, weibliche Tier ausgewählt worden, welches in den frühen 1970er Jahren im Nordwesten von Sumatra durch H. D. Rijksen gesammelt worden ist. Es ist weiterhin im Naturalis in Leiden zu finden, wo es ursprünglich hinterlegt wurde. Neben vier Paratypen die sich im Museum für Naturwissenschaften in Brüssel befinden, ist eine größere Anzahl von Paratypen beiderlei Geschlechts in den Privatsammlungen von drei der vier Autoren hinterlegt. Die Paratypen in den Sammlungen von Hennemann und Oskar V. Conle stammen allesamt von den am Sibayayk gesammelten Tieren ab, die in der Sammlung von Francis Seow-Choen wurden 2013 am Rand des Botanischen Gartens Sibolangit in Brestagi und 2014 an einem Straßenrand nach Danau Toba gefunden. Beide Fundorte liegen in der Provinz Sumatra Utara.

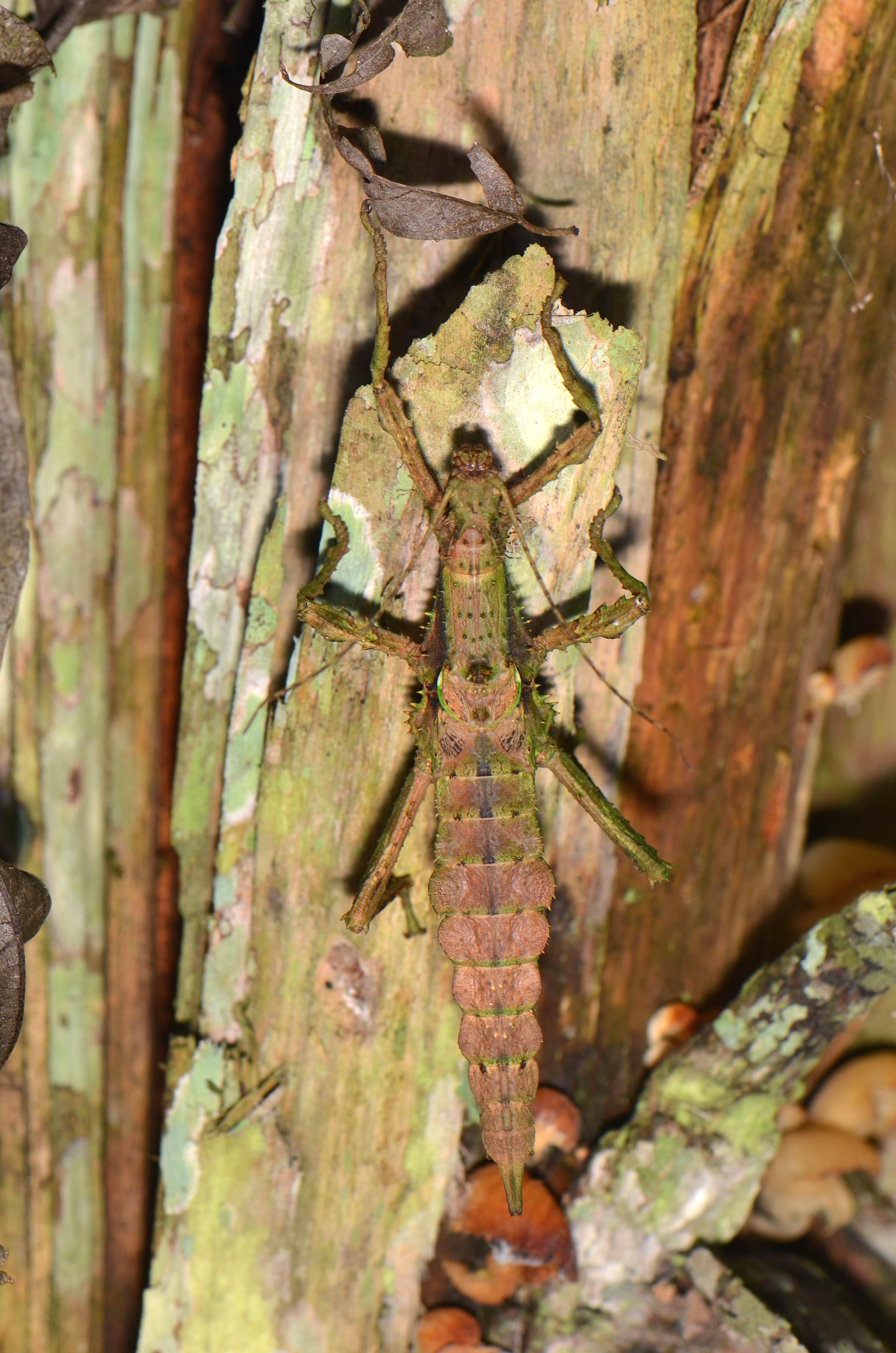
Subadulte weibliche Nymphe der sehr ähnlichen Art Haaniella azlini

Hennemann et al. unterteilten die Gattung nach morphologischen Merkmalen in verschiedene Gruppen und stellen Haaniella gintingi gemeinsam mit fast allen nicht von Borneo stammenden Arten in die „muelleri“-Artengruppe. Diese Zuordnung konnte zumindest bezüglich Haaniella erringtoniae nicht bestätigt werden. Sarah Bank et al. schlossen beide Arten in ihre molekulargenetischen Untersuchungen ein. Von den untersuchten Arten ist die nicht dieser Gruppe zugeordnete Haaniella gorochovi näher mit Haaniella gintingi verwandt als Haaniella erringtoniae.

Francis Seow-Choen beschrieb 2018 mit Haaniella azlini eine Art die Haaniella gintingi in Morphologie, Größe und Färbung stark ähnelt und wie deren Holotypus aus der Provinz Atjeh stammt. In der einleitenden Beschreibung nennt Seow-Choen Haaniella azlini außerdem Unterart, obwohl der Text explizit als Artbeschreibung ausgewiesen ist. Diese Art unterscheidet sich vor allem dadurch, dass sie vier bis fünf posterio-mediane Mesonotalstacheln zwischen der Basis der Vorderflügel hat, während es bei Haaniella gintingi nur zwei sind, allerdings weist auch der Holotypus von Haaniella gintingi eine Krone aus vier bis fünf Mesonotalstacheln auf.

## Terraristik
Bereits von den durch Ginting gesammelten Tieren gelangten 2011 Eier zu Bruno Kneubühler in die Schweiz. Diese konnte er zum Schlupf bringen und die Art erfolgreich nachziehen. Seit 2012 wurden Tiere und Eier an andere Züchter weitergegeben. Die zunächst noch unbeschriebene Art wurde bis 2016 nach ihrem Fundort als Haaniella sp. 'Sibayak' bezeichnet.
Die Tiere benötigen, wie alle Vertreter der Gattung, eine relativ hohe Luftfeuchtigkeit. Zur Eiablage ist ein leicht feuchtes Substrat am Boden notwendig. Gefressen werden neben den Blättern von Brombeeren auch die anderer Rosengewächse, sowie die von Hasel und Eichen. Außerdem sollten Versteckmöglichkeiten etwa in Form von Rindenstücken vorhanden sein.

## Galerie

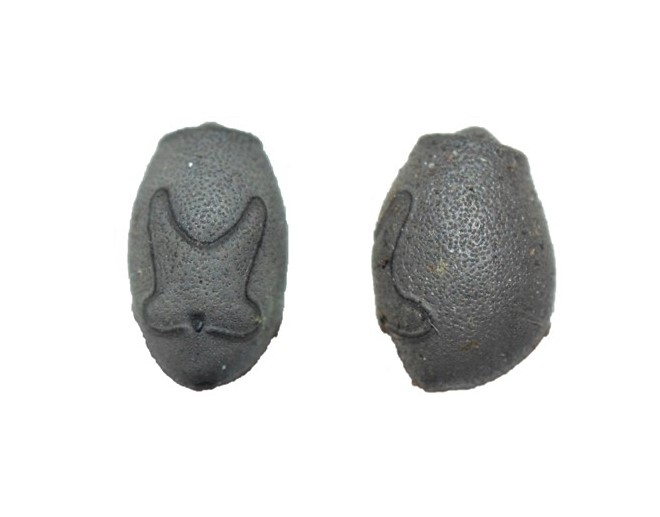
Eier von dorsal und lateral
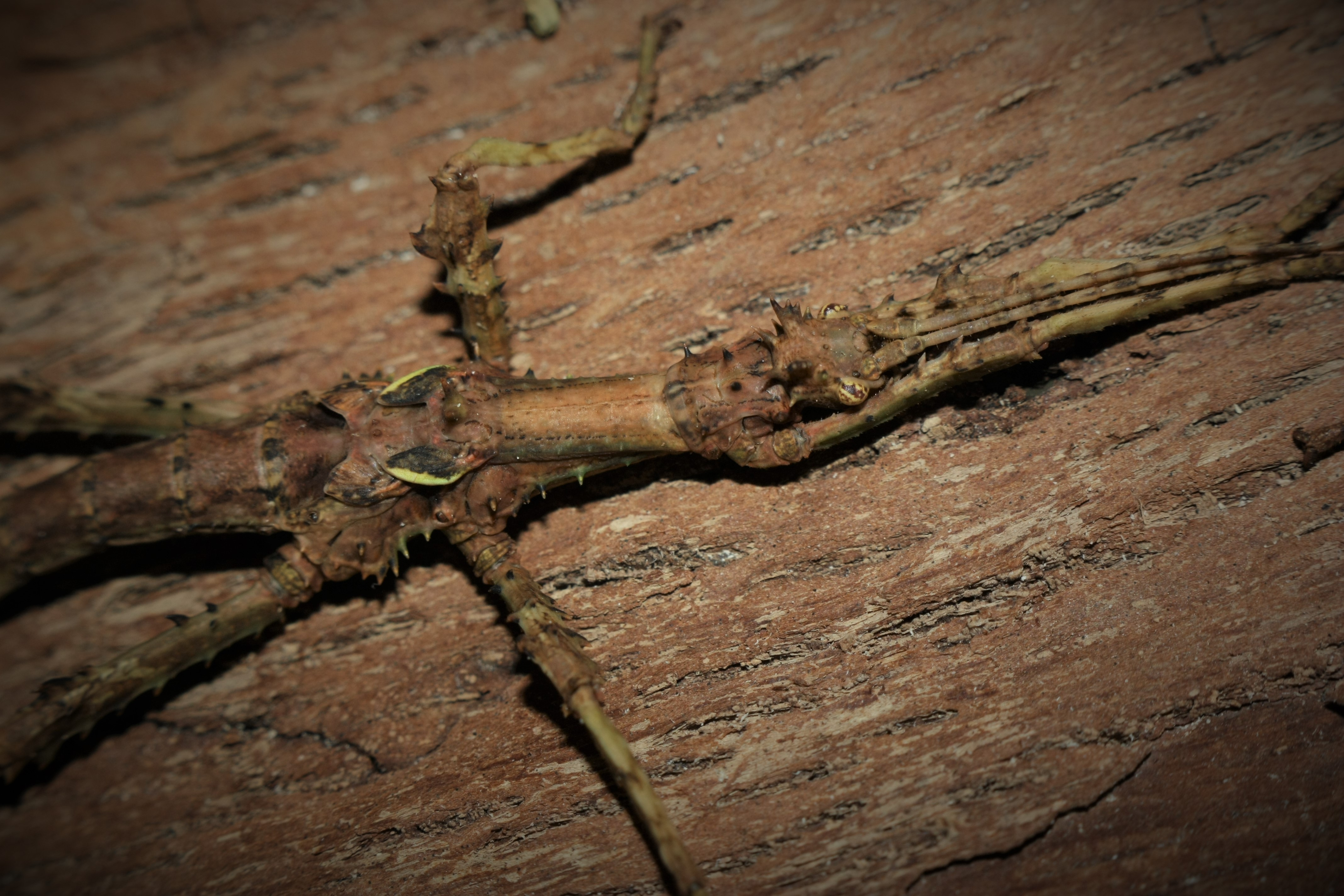
Subadulte, männliche Nymphe
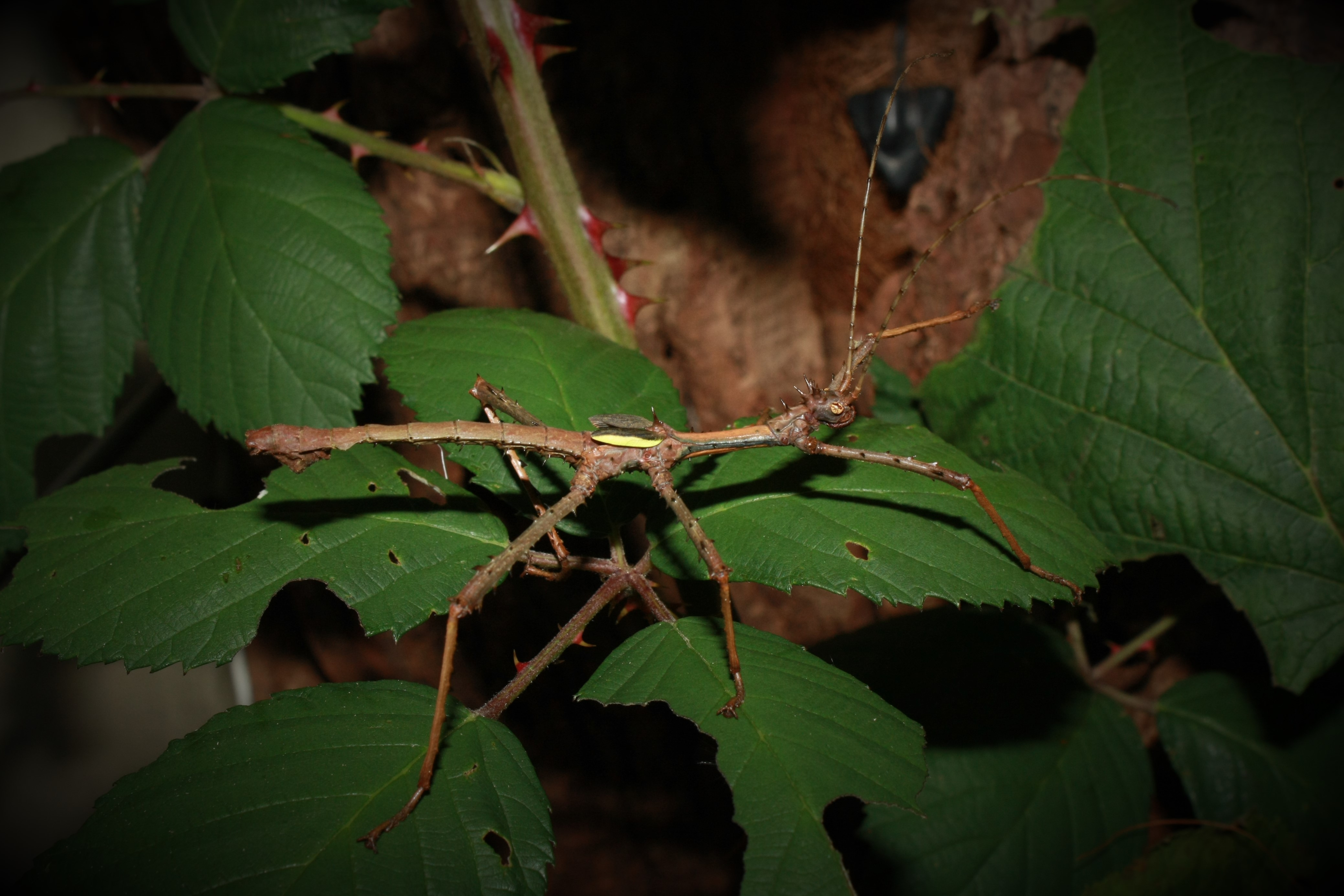
Adultes Männchen
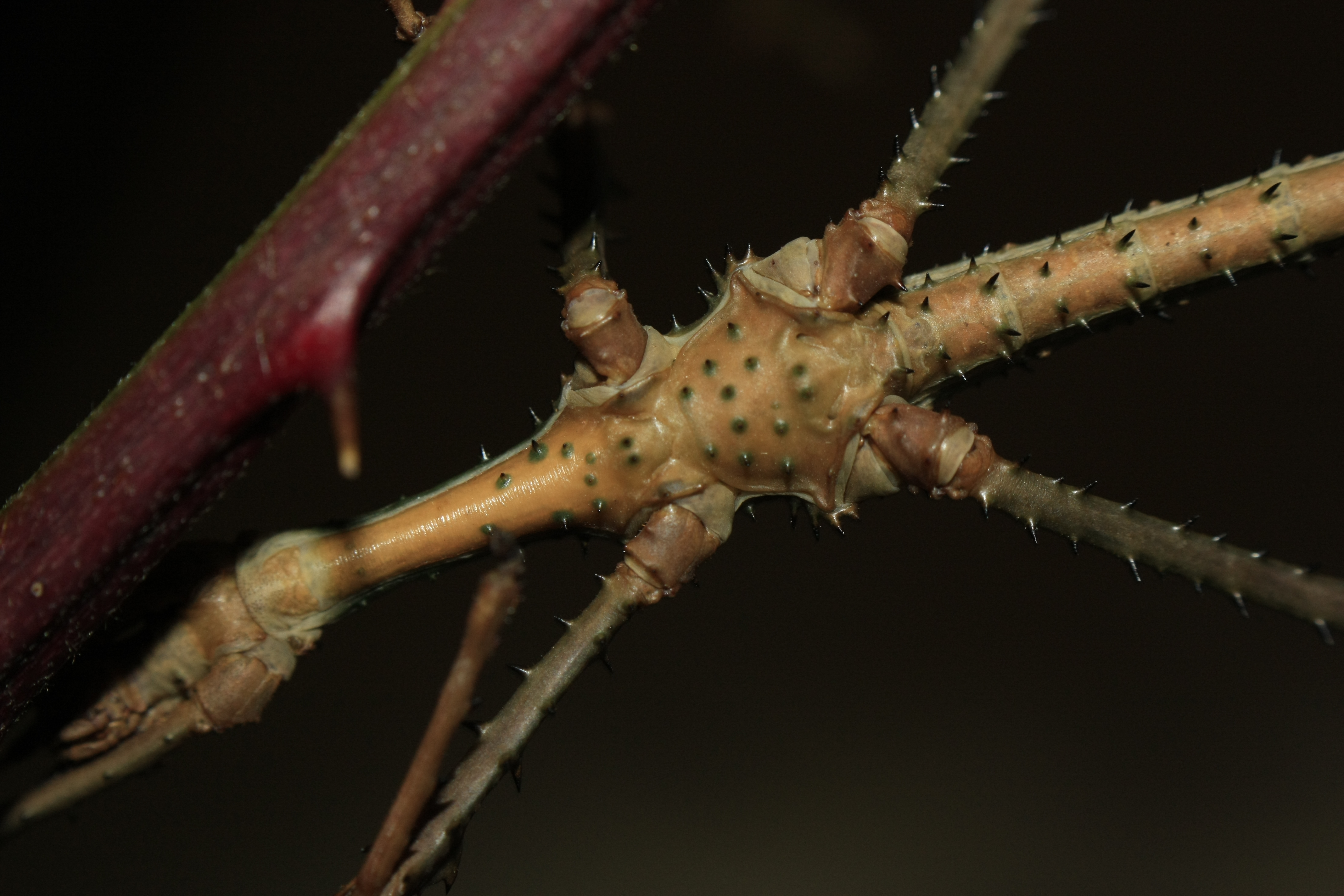
Männchen von unten
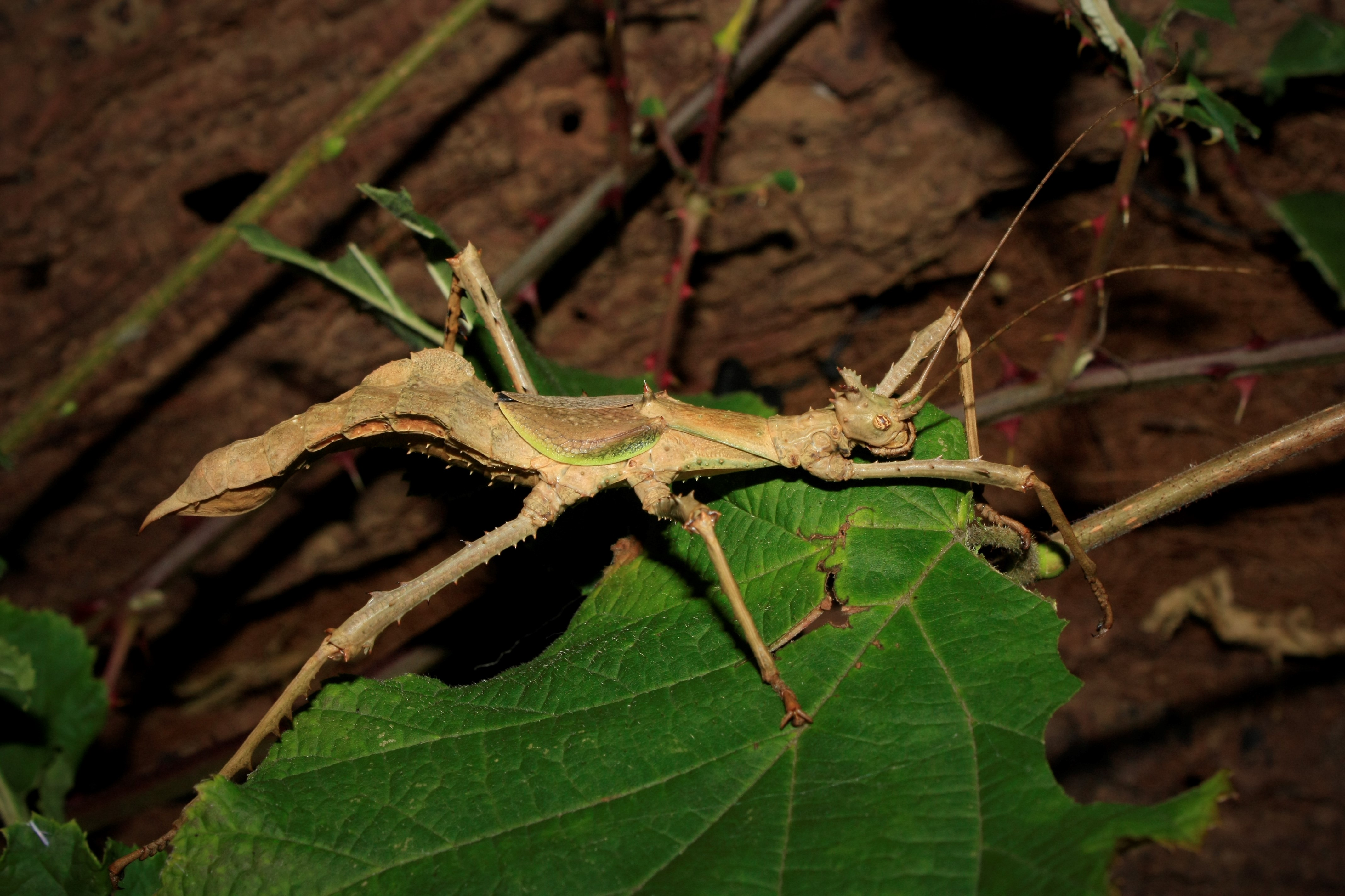
Frisch adultes Weibchen mit bogenförmig gehaltenem Abdomen
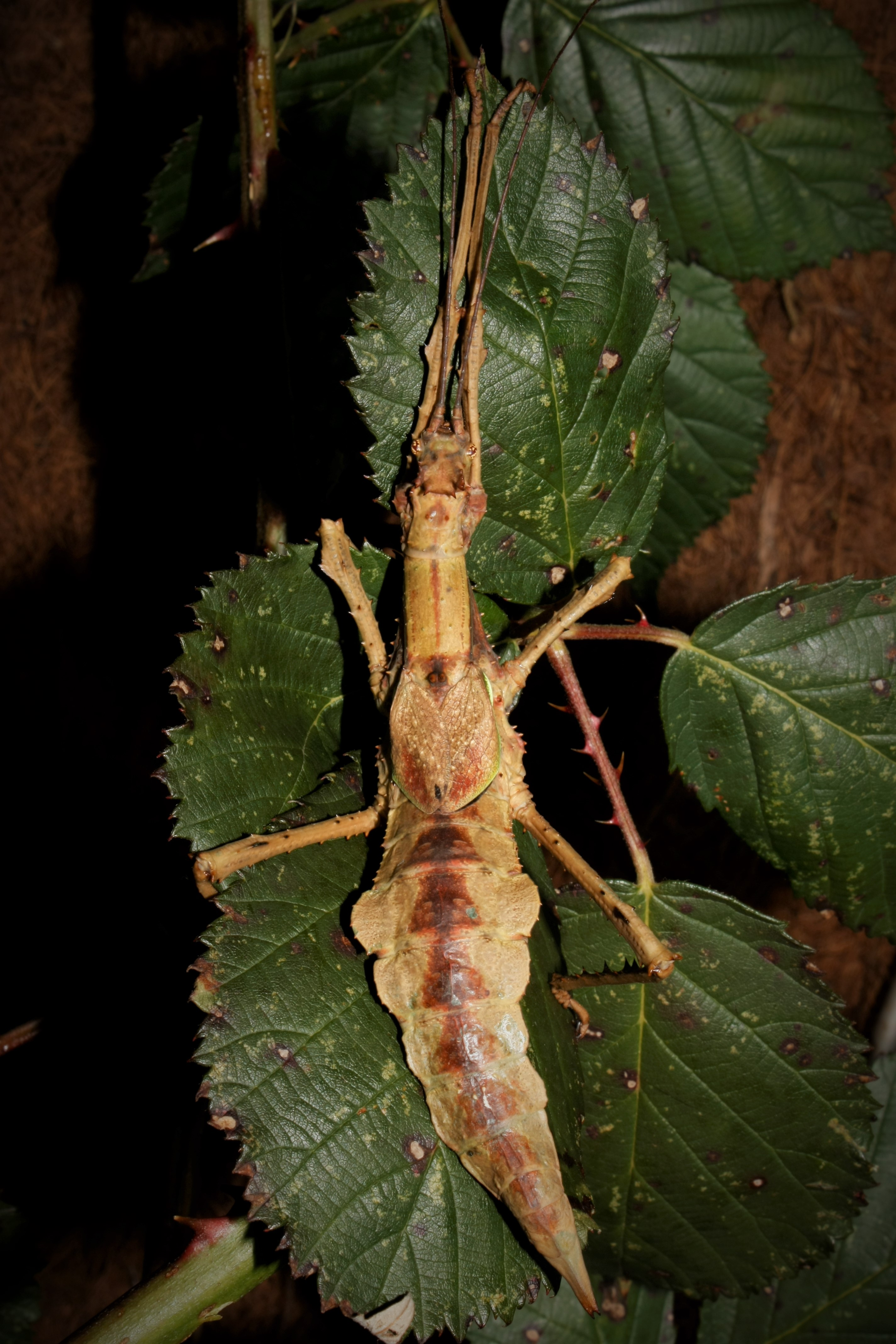
Adultes Weibchen in dunklerer „Nachtfärbung“